# قيوري غروسو
قيوري غروسو (بالرومانية: Gurie Grosu)‏ (و. 1877 – 1943 م) هو قسيس روماني، توفي في بوخارست، عن عمر يناهز 66 عاماً.

## التعليم
تعلم في أكاديمية كييف التكنولوجية ‏
.